# Gemeindewappen (Schweiz)

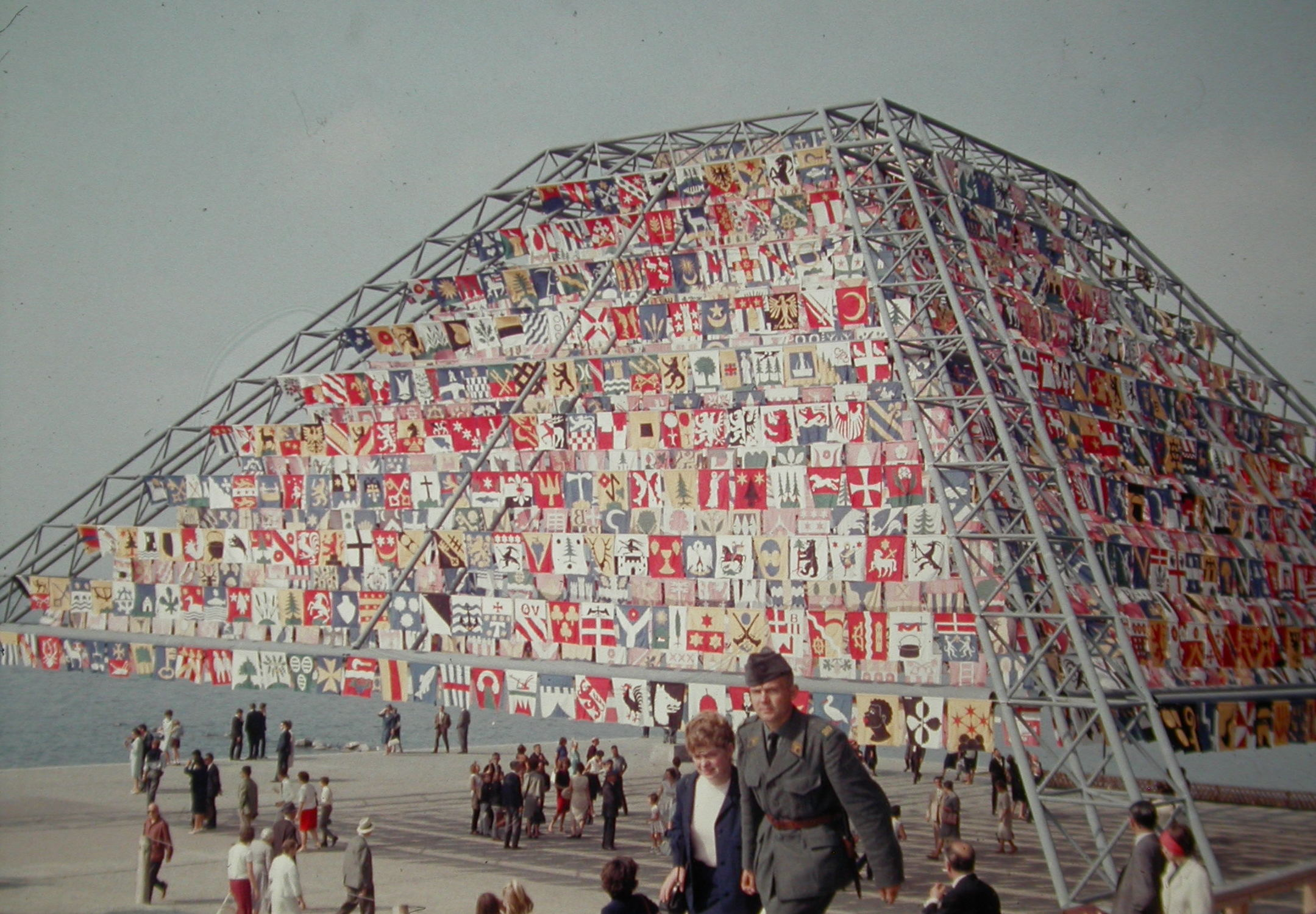
"Pyramide" der Gemeindefahnen an der Expo 64, Lausanne

Gemeindewappen repräsentieren eine politische Gemeinde der Schweiz durch ein Wappen.
Gemeindefahnen sind Wappenbanner, die das Gemeindewappen auf einer Fahne darstellen.

## Geschichte

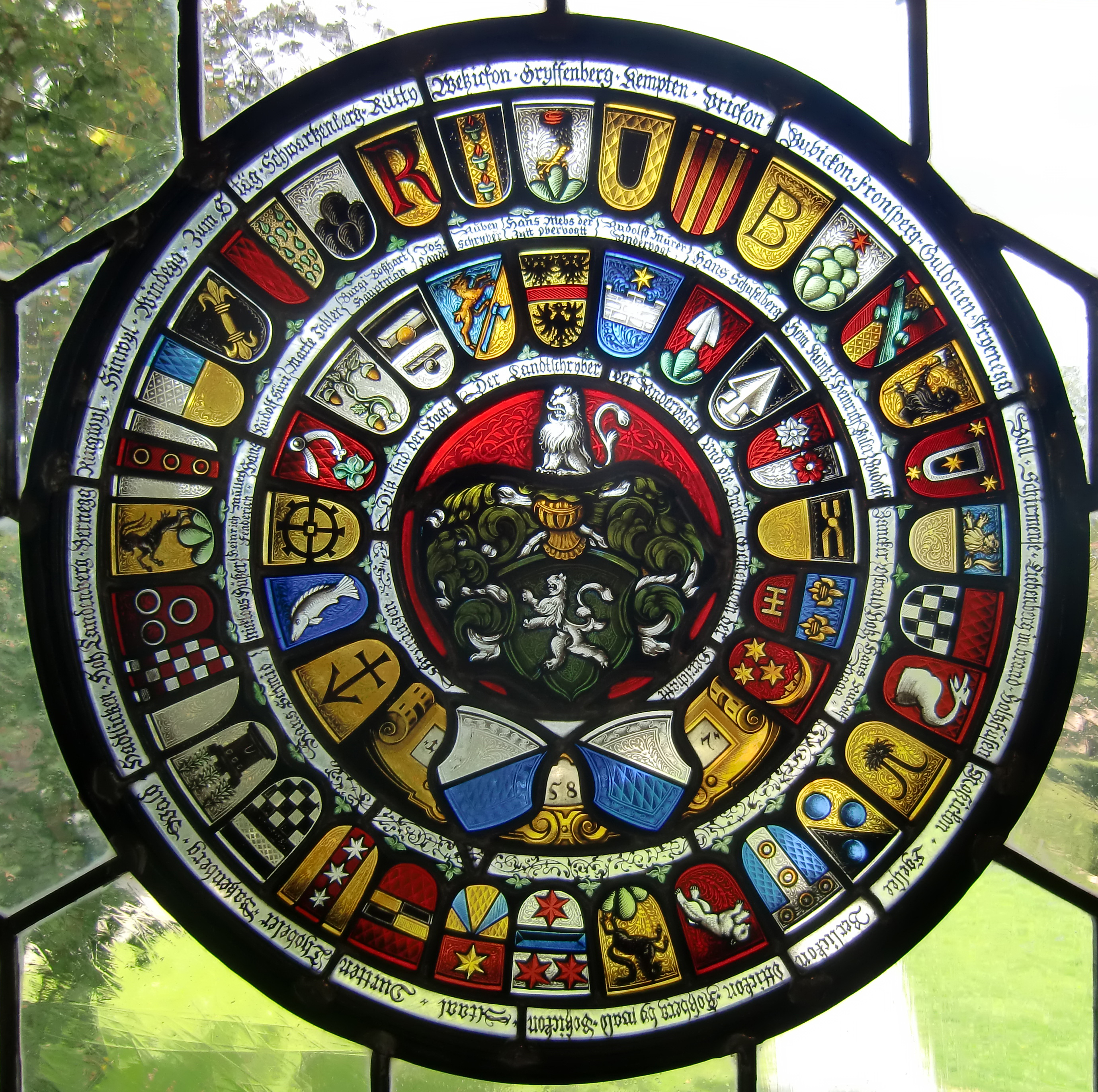
Die Grüninger Ämterscheibe von 1587 (Kopie): In der Mitte das Wappen der Stadt Grüningen über zwei Zürcher Wappenschilden. In einem inneren Ring die Familienwappen von Vogt, Untervogt, Landschreiber sowie der Vorsteher der zwölf Gemeinden der Herrschaft Grüningen, im äusseren Ring 32 Wappen der dem Amt Grüningen angehörenden Ortschaften und Burgen.
Von diesen 32 Wappen werden nur vier unverändert als moderne Wappen der gleichnamigen Gemeinden geführt: Dürnten, Hinwil, Rüti, Wetzikon; dazu führt Wila das alte Wappen von Hohenlandenberg; in abgeänderter Form werden die Wappen von Bubikon und Wald ZH verwendet.

Die Einteilung des Staatsgebiets in Gemeinden ist modern, erstmals durchgeführt in der Helvetischen Republik (damals allerdings als blosse Verwaltungseinheiten ohne Gemeindeautonomie).
Diese Einteilung ersetzte ein kompliziertes Geflecht aus Gerichtsbarkeiten, Herrschaften, Kirchpatronaten, Talschaften usw. Einzelne Ortschaften führten von alters her ein Wappen, sei es aufgrund eines Stadtrechts, oder aber als alter Hauptort einer Vogtei oder eines Amts, und übernahmen dieses als Wappen der Einwohnergemeinde; andere Gemeinden übernahmen im frühen 19. Jahrhundert das alte Wappen eines lokalen Adelsgeschlechts; wieder andere Gemeinden führten bis ins 20. Jahrhundert gar kein Wappen und führten schliesslich ein neu geschaffenes Gemeindewappen ein.
Der Ausdruck "Gemeindewappen" taucht in einem schweizerischen Zusammenhang um die Mitte des 19. Jahrhunderts auf. Um diese Zeit gab der Zürcher Lithograph Johannes Krauer eine Tafel mit farbigen Darstellungen der Wappen aller Zürcher Gemeinden heraus (die «Krauertafel»). Diese war eilig zusammengestellt und enthielt zahlreiche Fehler und Auslassungen.
Zu Beginn des 20. Jahrhunderts wurde es Mode, Gemeindehäuser, Fahnen von Ortsvereinen, Briefköpfe usw. mit Gemeindewappen zu versehen. Eine 1915 veröffentlichte Sammlung aller damals bekannten Gemeindewappen kam auf eine Gesamtzahl von 1094, was rund einem Drittel der damals bestehenden Gemeinden entspricht.
Aufgrund der Widersprüche zwischen der weit verbreiteten «Krauertafel» und einzelnen lokalen Traditionen kam es zu zahlreichen Nachfragen an das Staatsarchiv Zürich.
Im Jahr 1917 unternahm der Archivbeamte Friedrich Hegi systematische Nachforschungen. Um zu erfassen, wo alte Wappendarstellungen vorhanden waren und aus welcher Zeit sie stammten, versandte er Fragebogen an die Gemeindekanzleien aller Gemeinden im Kanton, die Beantwortung blieb aber lückenhaft.

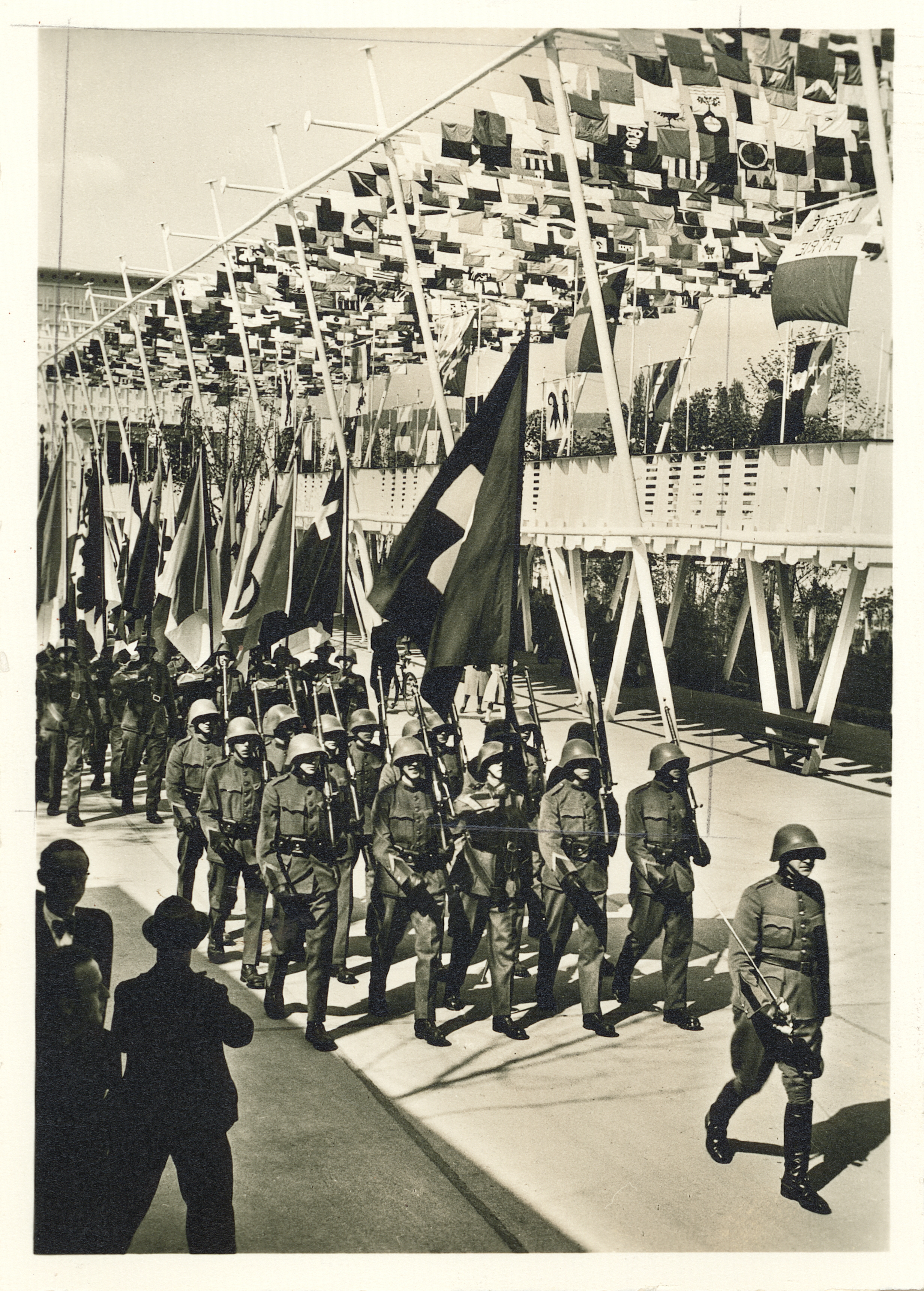
Gemeindefahnen über der "Höhenstrasse" an der Landi 39

In den 1920er Jahren stieg in der Schweiz das Interesse an Gemeindewappen. Kaffee Hag gab zu Reklamezwecken Sammelalben schweizerischer Gemeindewappen heraus, und in zahlreichen Kantonen wurden Kommissionen zur Erforschung der Gemeindewappen gegründet. In Zürich entstand eine solche Kommission 1925 auf Anregung von Hans Hess in einem Brief an den Vorstand der Antiquarischen Gesellschaft in Zürich. Die Kommission sammelte einerseits historische Darstellungen von Ortswappen und regte andererseits die Festlegung offizieller, moderner Gemeindewappen an.
Die Gemeindewappen sollten wenn möglich auf historischen Wappen beruhen. Mit Vorliebe griff man auf Wappen von Adelsgeschlechtern zurück, die in einem Dorf Herrschaftsrechte besessen hatten. Gleichzeitig waren aber auch «überladene» Wappen zu vereinfachen und heraldisch «falsche» zu verbessern.
Einen besonderen Aufschwung erhielten die Gemeindewappen an der Schweizerischen Landesausstellung von 1939 in Zürich. Bei der Planung brachte der mit den schweizerischen Gemeindefahnen geschmückten «Höhenweg» (die «Fähnlistrasse») einige Gemeinden in Verlegenheit – sie besassen zu dieser Zeit noch kein offizielles Gemeindewappen. So wurden zahlreiche Wappen in dieser Zeit neu geschaffen. Auch am «Fahnenturm» der Expo 1964 in Lausanne wurden alle schweizerischen Gemeindefahnen gezeigt. Die Schweiz besitzt damit einen reichen Schatz an, fast immer den heraldischen Regeln entsprechend gestalteten, Wappen ihrer Gemeinden.
Obwohl das Führen eines Gemeindewappens nirgendwo rechtlich verbindlich vorgeschrieben ist, ist spätestens seit den 1980er Jahren davon auszugehen, dass jede Schweizer Gemeinde über ein (eindeutiges) offizielles Gemeindewappen verfügt. Die allermeisten Gemeinden führen bereits seit den 1930er Jahren ein Wappen, doch in einigen Fällen bestanden für einzelne Gemeinden zwei oder mehr konkurrenzierende Wappen.
Die Kompetenz zur Festlegung und auch Abänderung des Gemeindewappens kommt dabei de facto dem Gemeinderat zu.
Das Wappenschutzgesetz von 2013 erwähnt Gemeindewappen erstmals in einem Gesetzestext auf Bundesebene und unterstellt sie kantonalem Recht. Mit diesem Gesetz sind Gemeindewappen grundsätzlich geschützte Hoheitszeichen, die nur von der jeweiligen Gemeinde verwendet werden dürfen.
Die seit den 1990er Jahren mit zunehmender Häufigkeit stattfindenden Gemeindefusionen haben die Anzahl der Gemeinden in der Schweiz innerhalb von weniger als 30 Jahren von mehr als 3000 auf weniger als 2200 reduziert. Bei jeder Gemeindefusion steht demnach auch die Frage eines neuen Gemeindewappens im Raum. Als Symbole lokaler Identität werden die Gemeindewappen oft mit grosser Emotionalität diskutiert und haben in einzelnen Fällen auch eine Gemeindefusion scheitern lassen.
In anderen Fällen kann es vorkommen, dass nach Gemeindefusionen neu wieder Schweizer Gemeinden existieren, die (zumindest vorläufig) gar kein Wappen führen, weil man sich auf keinen Entwurf einigen konnte. Beispiele dafür sind Val Terbi im Kanton Jura und Turtmann-Unterems im Wallis (beide seit 2013).
Meist wird bei neuen Gemeinden das neue Wappen vor oder nur kurz nach der Entstehung festgelegt (Beispiel Val Mara, entstanden am 10. April 2022, Festlegung des Wappens am 29. September desselben Jahres).

## Übersicht nach Kantonen
Zürich
(siehe Zürcher Gemeindewappen und Gemeindefahne; Gemeinden des Kantons Zürich)
Eine Wappenkommission wurde 1925 gegründet. Eine abschliessende Aufstellung der offiziellen Gemeindewappen erschien 1977.
Als einzige Zürcher Gemeinde griff Bertschikon nicht auf ein historisches Wappen zurück. Für Bassersdorf wurde das seit dem 18. Jahrhundert gebräuchliche Gemeindewappen ersetzt durch ein älteres (seit 1493 nachweislich).
Die Sammlung von 1977 zeigt 199 Wappen, davon allerdings 23 Stadtteile von Zürich (einige davon hatten mit der Eingemeindung von 1934 ihren Status als Gemeinde verloren, während die Wappenkommission aktiv war).
- Galliker, Joseph Melchior, Die Gemeindewappen des Kantons Zürich. In: Schweizer Wappen und Fahnen, Heft 9, Zug/Luzern 2006, S. 24–69.

Gegenwärtig (Stand 2022) hat der Kanton Zürich noch 162 Gemeinden.
 Bern
(siehe auch Gemeinden des Kantons Bern)
Die Berner Wappenkommission bestand seit 1942 und legte 1981 eine abschliessende Aufstellung der Gemeindewappen vor.
- Wappenbuch des Kantons Bern: das Berner Staatswappen sowie die Wappen der Amtsbezirke und Gemeinden / im Auftrag des bernischen Regierungsrates hrsg. von der Direktion der Gemeinden; bearb. vom Berner Staatsarchiv unter Mitwirkung von Hans Jenni = Armorial du canton de Berne : les armoiries de l'Etat de Berne, des districts et des communes publié par la Direction des affaires communales sur mandat du Conseil-exécutif du canton de Berne ; élaboré par les Archives de l’Etat de Berne avec la collaboration de Hans Jenni. – Bern: Staatlicher Lehrmittelverl., 1981. – 222 S. Herausgegeben zum Jubiläum «150 Jahre bernische Verfassung von 1831». ISBN 3-292-16100-2
- Hans Schmocker, "Das Wappenwesen im Kanton Bern", Schweizer Archiv für Heraldik 105, Schweizerische Heraldische Gesellschaft, 1991, doi:10.5169/seals-745691

 Luzern
(siehe auch Gemeinden des Kantons Luzern)
Im Kanton Luzern bestand keine Wappenkommission, und so wurde auch nie eine Sammlung der Gemeindewappen im Auftrag der Regierung erstellt. Die 107 Luzerner Gemeindewappen (Stand 2001) wurden von der Stiftung "Schweizer Wappen und Fahnen" herausgegebenen. Die Website des Staatsarchivs Luzern verwendet seither die in dieser Publikation von Alban Wyss gezeichneten Wappenformen.
Die Publikation von 2001 ersetzte eine teilweise fehlerhafte Sammlung von 1987.
Die Wappen des Entlebuchs wurden separat behandelt von Henggeler (1948) und Portmann (1955), die Wappen des Amtes Willisau von Galliker (1986). Die älteren Ämter- und Vogteiwappen werden behandelt bei von Segesser (1933)
 Uri
(siehe auch Gemeinden des Kantons Uri)
Die Urner Gemeindewappen wurden 1933 gesammelt von Alfred Schaller.
 Schwyz
(siehe auch Gemeinden des Kantons Schwyz)
- Galliker, Joseph Melchior, Die Gemeindewappen des Kantons Schwyz. In: Schweizer Wappen und Fahnen, Heft 5, Zug/Luzern 1999, S. 22–31.
- Die Urschweiz und ihre Wappen : die Gemeinden von Uri, Schwyz, Obwalden und Nidwalden. Chapelle-sur-Moudon: Verl. Ketty & Alexandre, 1990. – 167 S. ISBN 2-88114-011-4

 Obwalden
(siehe auch Gemeinden des Kantons Obwalden)
Die Gemeindewappen wurden 1918 von Robert Durrer beschrieben. Das Wappen von Lungern wurde 1952 geändert, ein "Fantasiewappen" aus dem 19. Jahrhundert wurde dabei durch ein historisch belegtes ersetzt.
 Nidwalden
(siehe auch Gemeinden des Kantons Nidwalden und Wappen und Fahnen der Gemeinden des Kantons Nidwalden)
Die Gemeindewappen wurden 1918 von Robert Durrer beschrieben.
 Glarus
(siehe auch Gemeinden des Kantons Glarus, mit einer Liste der ehemaligen Gemeinden)
Die Glarner Gemeindereform von 2006 reduzierte die ehemals 13 Glarner Gemeinden auf nur noch drei, Glarus Nord, Glarus und Glarus Süd. Die drei neuen Gemeinden erhielten drei neu geschaffene Gemeindewappen.
Die ehemaligen Gemeindewappen wurden 1941 im Heft «Glarner Gemeindewappen» gesammelt, und erneut bei Galliker (1999).
 Zug
(siehe auch Gemeinden des Kantons Zug)
- Ein Zuger Wappenbuch erschien 1910 bei T. Speck & Co., Zug. Es enthält neben den Zuger Familienwappen auch eine Tafel mit den zehn Gemeindewappen.
- Ein neu aufgearbeitetes Zuger Wappenbuch erschien in Faszikeln von 1937 bis 1942 jeweils im Zuger Neujahrsblatt. Die fertige Sammlung wurde 1942 veröffentlicht, mit einer zweiten Auflage 1974. Auch diese Sammlung geht weit über die Gemeindewappen hinaus und enthält alle Wappen der angestammten Zuger Geschlechter.[18]
- Galliker, Joseph Melchior, Die Gemeindewappen des Kantons Zug. In: Schweizer Wappen und Fahnen, Heft 5, Zug/Luzern 1999, S. 40–43.

 Freiburg
(siehe auch Gemeinden des Kantons Freiburg)
Die Gemeinde- und Bezirkswappen wurden von De Vevey (1943) gesammelt.
Zahlreiche Fusionen seit 1968 (Semsales) haben die Anzahl der freiburgischen Gemeinden stark verringert.
- Den Stand von 1981 beschreibt das Wappenbuch des Freiburger Verkehrsverbandes.[20]
- Galliker, Joseph Melchior, Die Gemeindewappen des Kantons Freiburg. In: Schweizer Wappen und Fahnen, Heft 14, Zug/Luzern 2011, S. 22–59.

 Solothurn
(siehe auch Gemeinden des Kantons Solothurn)
- Konrad Glutz von Blotzheim, Die Wappen der Bezirke und Gemeinden des Kantons Solothurn, Staatskanzlei des Kantons Solothurn, 1941, 2. Auflage 1974, 3. Auflage 1992.
- Galliker, Joseph Melchior, Die Gemeindewappen des Kantons Solothurn. In: Schweizer Wappen und Fahnen, Heft 7, Zug/Luzern 2004, S. 12–43.

 Basel-Stadt
Basel-Stadt hat nur drei Gemeinden: Basel führt das alte Stadtwappen, Riehen seit 1948 (Anlehnung an ein Familienwappen aus dem 16. Jh.) und Bettingen seit 1950 (Anlehnung an das Wappen der Truchsessen von Wolhusen).
 Basel-Landschaft
- Paul Suter, Die Gemeindewappen des Kantons Baselland : im Auftrage der Kommission zur Erhaltung von Altertümern des Kantons Baselland, Kantonale Drucksachen- und Materialzentrale, Liestal, 1952 Liestal; 3. Auflage 1966; 4. Auflage, Kantonale Schul- und Büromaterialverwaltung, 1984. 179 S. (Quellen und Forschungen zur Geschichte und Landeskunde des Kantons Baselland ; Bd. 1)
- Galliker, Joseph Melchior, Die Gemeindewappen des Kantons Basel-Landschaft. In: Schweizer Wappen und Fahnen, Heft 7, Zug/Luzern 2004, S. 46–67.
- Günter Mattern, "Der Baselstab im Gemeindewappen", Baselbieter Heimatblätter 44, Gesellschaft für Regionale Kulturgeschichte Baselland, 1979, doi:10.5169/seals-859216
- Die Gemeinden beider Basel und ihre Wappen. Chapelle-sur-Moudon: Verl. Ketty & Alexandre, cop. 1989. – 167 S. ISBN 2-88114-009-2.
- Borer-Hueber, Christina, Die Gemeindewappen des Bezirks Laufen (Kanton Basel-Landschaft). [Liestal], Verlag des Kantons Basel-Landschaft, 1999. 47 S. ISBN 3-85673-259-4
- Regierungsratsbeschluss betreffend die Wappen der basellandschaftlichen Gemeinden

 Schaffhausen
26 Gemeinden (Stand 2022): Gemeinden des Kantons Schaffhausen.
Die Gemeindewappen wurden 1951 von Bruckner-Herbststreit gesammelt.
- Galliker, Joseph Melchior, Die Gemeindewappen des Kantons Schaffhausen. In: Schweizer Wappen und Fahnen, Heft 9, Zug/Luzern 2006, S. 70–79.
- Der Stand von 2019 ist dargestellt in einer Publikation des Staatsarchivs.[23]

 Appenzell Innerrhoden
5 Bezirke (Stand 2022): Bezirke des Kantons Appenzell Innerrhoden.
Die Bezirke entstanden 1873 an Stelle der alten Rhoden. Das Wappen des Bezirks Appenzell datiert auf 1929.
Der Bezirk Schwende-Rüte entstand 2022 durch Fusion und führt die Wappen der beiden alten Bezirke in waagrecht geteiltem Schild.
- Galliker, Joseph Melchior, Die Hoheitszeichen des Kantons Appenzell Innerrhoden. In: Schweizer Wappen und Fahnen, Heft 13, Zug/Luzern 2010, S. 48–57.

 Appenzell Ausserrhoden
(siehe auch Gemeinden des Kantons Appenzell Ausserrhoden)
Die 20 Gemeinden des Kantons bestehen seit 1749, entstanden sind sie aus den bei der Landteilung 1597 bestehenden sechs Rhoden.
- Signer, Jakob, Die Wappen der Gemeinden des Kantons Appenzell A.Rh.; mit einer Wappentafel von R. Münger. – Zürich, 1916. SA aus: Schweiz. Archiv für Heraldik, 1916, Nr. 2 und 3
- Galliker, Joseph Melchior, Die Hoheitszeichen des Kantons Appenzell Ausserrhoden. In: Schweizer Wappen und Fahnen, Heft 13, Zug/Luzern 2010, S. 40–47.

 St. Gallen
(siehe auch Gemeinden des Kantons St. Gallen)
- "Die Gemeindewappen des Kantons St. Gallen", Neujahrsblatt 87, Historischer Verein des Kantons St. Gallen, 1947, doi:10.5169/seals-946445
- St. Galler Wappenbuch: das Staatswappen und die Wappen der politischen Gemeinden. Hrsg. vom Departement des Innern des Kantons St. Gallen. St. Gallen, Buchhandl. am Rösslitor [in Komm.], 1991. – 127 S.
- Galliker, Joseph Melchior, Die Hoheitszeichen des Kantons St Gallen. In: Schweizer Wappen und Fahnen, Heft 15, Zug/Luzern 2012, S. 7–33.

 Graubünden
(siehe auch: Gemeinden des Kantons Graubünden)
Die Wappenkommission Graubünden erstellte im Auftrag des Grossen Rates und der Kantonsregierung eine Aufstellung aller Bündner Gemeindewappen. Erschienen ist dieses Wappenbuch 1953, mit einer Neuauflage 1982.
Die Bündner Wappenkommission besteht weiter; sie hat 2021 ein digitales Register der Gemeindewappen vorgelegt, und berät bei den Gemeindefusionen der letzten Jahre die neu entstehenden Gemeinden bei der Wahl ihrer Wappen.
1860 bestanden im Kanton Graubünden 230 Gemeinden. Durch zahlreiche Gemeindefusionen wurde diese Zahl inzwischen auf 101 verringert (Stand 1. Januar 2021).
 Aargau
(siehe auch Gemeinden des Kantons Aargau)
- H.-L., "Die aargauischen Gemeindewappen", Vom Jura zum Schwarzwald : Blätter für Heimatkunde und Heimatschutz 7, Fricktalisch-Badische Vereinigung für Heimatkunde , 1890, doi:10.5169/seals-747447
- Schibli, Max, Die Gemeindewappen des Kantons Aargau: mit Wappenbeschreibungen und Angaben über erste schriftliche Erwähnung des Ortes, mundartliche Namengebung und alte Bürgergeschlechter, Kantonswappen, Wappen der historischen Regionen. Buchs, Lehrmittelverlag des Kantons Aargau, 1978, 3. Auflage 1995, 4. Auflage 2000. 63 S.
- Galliker, Joseph Melchior, Gemeindewappen Kanton Aargau: Gemeinde- und Bezirkswappen, Wappen des Kantons Aargau. Buchs, Lehrmittelverlag des Kantons Aargau, 2004. 344 S. Herausgegeben zum Jubiläum «200 Jahre Kanton Aargau» 1803–2003. ISBN 3-906738-07-8
- Informationen des Staatsarchivs, speziell Wappenregister mit Blasonierungen

 Thurgau
Die Kantonsregierung setzte 1939 eine Gemeindewappenkommission ein. Eine erste Serie von neun Wappen wurde 1943 veröffentlicht, eine abschliessende Sammlung konnte 1960 vorgelegt werden.
- Bruno Meyer, "Thurgaurische Gemeindewappen", Thurgauer Jahrbuch 19 (1943), doi:10.5169/seals-699625
- Bruno Meyer, Die Gemeindewappen des Kantons Thurgau, Frauenfeld 1960.
- Louis Mühlemann, Die Thurgauer Gemeinden und ihre Wappen. Chapelle-sur-Moudon : Verl. Ketty & Alexandre, cop. 1988. – 263 S. ISBN 2-88114-007-6
- Hans Rüegg, Die heraldischen Auswirkungen der Gemeindereorganisation im Kanton Thurgau. In: Schweizer Archiv für Heraldik. 2001/1 (ISSN 1423-0534)
- Galliker, Joseph Melchior, Die Hoheitszeichen des Kantons Thurgau. In: Schweizer Wappen und Fahnen, Heft 15, Zug/Luzern 2012, S. 52–115.

 Tessin
(siehe auch: Gemeinden des Kantons Tessin)
- Gastone Cambin, Armoriale dei Comuni Ticinesi: Edizione Istituto Araldico e Genealogico Lugano, 1953.

 Waadt
- Théodore Cornaz, Frédéric-Théodore Dubois, André Kohler: Armorial des communes vaudoises. Publié sous les auspices de la Commission des armoiries communales du Canton de Vaud. Éditions Spes, Lausanne 1922 (Dessins de Th. Cornaz ; Texte de Fréd. Th. Dubois ; Avant-propos de A(ndré) Kohler).
- Olivier Dessemontet, Louis F. Nicollier: Armorial des communes vaudoises. Éditions Spes, Lausanne 1972.
- Les communes vaudoises et leurs armoiries. Chapelle-sur-Moudon: Ed. Ketty & Alexandre, 1991–1995. - 3 Bd.
- Arrêté sur les armoiries communales [PDF], Conseil d'Etat du Canton du Vaud (2016).

 Wallis
Das Staatsarchiv Wallis gab 1946 mit Hilfe der beiden historischen Vereine des Kantons und unter der Schirmherrschaft des Staatsrates das Walliser Wappenbuch heraus, eine Darstellung der Gemeinde- und Familienwappen des Kantons.
Der Verlag Ketty & Alexandre veröffentlichte 1985 das Buch Die Walliser Gemeinden und ihre Wappen.
 Neuenburg
- Tripet, Maurice: Blasons des armoiries communales. In: Les armoiries et les couleurs de Neuchâtel. Hrsg.: La Societé d'Histoire du Canton de Neuchâtel. Attinger Frères, Neuchâtel 1892, S. 45–55.
- Alexandre Gisiger, Ketty Rouvinez, Olivier Clottu, Les Communes Neuchâteloises et leurs Armoiries, Chapelle-sur-Moudon: Ed. Ketty & Alexandre, 1983.
- Galliker, Joseph Melchior, Die Gemeindewappen des Kantons Neuenburg. In: Schweizer Wappen und Fahnen, Heft 16, Zug/Luzern 2013, S. 30–37.

 Genf
- A. De Montfalcon, P. E. Martin, Armorial des communes Genevoises, 1925
- Alexandre Gisiger, Ketty Rouvinez, Louis Mühlemann, Les Communes Genevoises et leurs armoiries. Chapelle-sur-Moudon: Ed. Ketty & Alexandre, 1986. – 143 S. ISBN 2-88114-005-X
- Galliker, Joseph Melchior, Die Gemeindewappen des Kantons Genf. In: Schweizer Wappen und Fahnen, Heft 16, Zug/Luzern 2013, S. 44–53.

 Jura
53 Gemeinden (Stand 2022), siehe Gemeinden des Kantons Jura.
Die Gemeindewappen wurden vor der Abtrennung vom Kanton Bern gesammelt: Ch.-Emile Mettler, Armorial des Communes du Jura Bernois, Lithographie Frossard Porrentruy, 1952.
- Galliker, Joseph Melchior, Die Gemeindewappen des Kantons Jura. In: Schweizer Wappen und Fahnen, Heft 16, Zug/Luzern 2013, S. 56–69.